# پیوتر شویریوف
پیوتر یاکوفلِویچ شویریوف (به روسی: Пётр Я́ковлевич Шевырёв) (زاده ۲۳ ژوئن یا ۵ ژوئیه ۱۸۶۳، درگذشته ۸ یا ۲۰ مارس ۱۸۸۷) یک انقلابی روسی عضو نارودنایا ولیا بود.

## تحصیلات
او در سال ۱۸۸۳ وارد دانشگاه خارکف شد و بعد از مدتی به دانشگاه سنت پترزبورگ منتقل گردید.

## فعالیت‌ها
در زمستان ۱۸۸۵ – ۱۸۸۶ یک باشگاه مخفی بنام واحد دانشجویی تشکیل داد. اواخر ۱۸۸۶ او با الکساندر اولیانوف گروه ترور ناردونیانا وولیا را تشکیل دادند که مسئولیت طراحی قتل الکساندر سوم، امپراتور روسیه را در اول مارس ۱۸۸۷ برعهده داشت.

## دستگیری و اعدام
شویریوف در فوریه ۱۸۸۷ به دلیل بیماری سل به کریمه رفت. در ۷ مارس در یالتا دستگیر شد. در ۱۹ آوریل در دادگاهی در سنت پترزبورگ به مرگ محکوم گردید؛ و یکی دوهفته بعد در قلعه شلیسلبورگ اعدام شد.